# 仙台師管区
仙台師管区（せんだいしかんく）は、1945年4月1日に、日本陸軍が徴兵などの軍事行政と地域防衛のために全国を区分けして設けた師管区の一つである。東北地方南部、すなわち宮城県・山形県・福島県を範囲とした。弘前師管区とともに東北軍管区の下にあった。区内は仙台連隊区・山形連隊区・福島連隊区に分けられた。仙台師管区司令部が管轄し、仙台師管区部隊が置かれた。敗戦後もしばらく続き、翌1946年3月31日に廃止された。

## 概要
師管区は従来の師管を改称したもので、地域防衛の担当地域であると同時に、徴兵・補充の単位となる地域でもある。1945年1月22日制定（24日公布、4月1日施行）の昭和20年軍令陸第1号などで導入された。仙台師管区の前身は仙台師管である。仙台師管から新潟県を除き、かわりに山形県をあわせ、東北南部3県を範囲とした。当時、仙台師管は留守第2師団が管轄しており、その司令部を改称して仙台師管区司令部とした。留守師団の補充隊はいったん復帰（解散）し、あらたに師管区部隊の補充隊を編成する形式をとった。

## 師管区部隊
師管区司令官
- 高木義人 予備役中将：1945年4月1日 - 12月1日

師管区参謀長
- 岡本政継 大佐：1945年4月1日 -

師管区兵務部長
- 小野賢三郎 予備役少将：1945年3月31日 -

## 関連文献
- 「昭和20年10月下旬 「マ」司令部提出 帝国陸軍部隊調査表 集成表（原簿）List2-(1) 日本陸軍省 148.仙台師管区部隊（2D関係）」アジア歴史資料センター